# Microrégion de Curvelo
 (février 2025).
Si vous disposez d'ouvrages ou d'articles de référence ou si vous connaissez des sites web de qualité traitant du thème abordé ici, merci de compléter l'article en donnant les références utiles à sa vérifiabilité et en les liant à la section « Notes et références ».
La microrégion de Curvelo est l'une des trois microrégions qui subdivisent le Centre du Minas, dans l'État du Minas Gerais au Brésil.
Elle comporte 11 municipalités qui regroupaient 149 274 habitants en 2006 pour une superficie totale de 13 749 km2.

## Municipalités[1]
- Augusto de Lima
- Buenópolis
- Corinto
- Curvelo
- Felixlândia
- Inimutaba
- Joaquim Felício
- Monjolos
- Morro da Garça
- Presidente Juscelino
- Santo Hipólito